# Little Joe II
Little Joe II fue la denominación de un modelo de cohete de combustible sólido de dos etapas desarrollado a principios de los años 1960 para hacer diversas pruebas con las cápsulas del programa Apolo y verificar el sistema de lanzamiento de escape de emergencia.
El Little Joe II, al igual que el Little Joe, se construyó a base de agrupar cohetes de un mismo tipo para crear un lanzador capaz de elevar las cápsulas Apolo y hacer prueba con su sistema de escape. Se crearon diferentes tipos de Little Joe II, diferenciándose en los cohetes utilizados para crearlos.
El primer vuelo de un Little Joe II tuvo lugar el 28 de agosto de 1963, y el último el 20 de enero de 1966. 

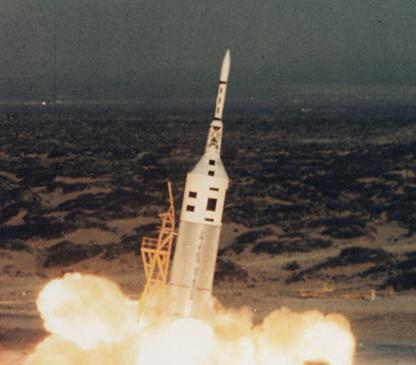
Lanzamiento de un Little Joe II.

## Modelos

### Little Joe II 0-3-3
De una sola etapa, compuesto por 6 cohetes Algol.

#### Especificaciones
- Apogeo: 35 km
- Empuje en despegue: 3276 kN
- Masa total: 80.300 kg
- Diámetro: 3,96 m
- Longitud: 26,2 m

### Little Joe II 4-2-0
Dos etapas, compuesto por 4 cohetes Recruit y 2 Algol.

#### Especificaciones
- Apogeo: 10 km
- Empuje en despegue: 1716 kN
- Masa total: 42.700 kg
- Diámetro: 3,96 m
- Longitud: 26,2 m

### Little Joe II 5-2-2
Dos etapas, compuesto por 5 cohetes Recruit y 4 Algol.

#### Especificaciones
- Apogeo: 25 km
- Empuje en despegue: 2964 kN
- Masa total: 63.300 kg
- Diámetro: 3,96 m
- Longitud: 26,2 m

### Little Joe II 6-1-0
Dos etapas, compuesto por 6 cohetes Recruit y 1 Algol.

#### Especificaciones
- Apogeo: 10 km
- Empuje en despegue: 1482 kN
- Masa total: 26.200 kg
- Diámetro: 3,96 m
- Longitud: 26,2 m